# Ivan Obradović
Ivan Obradović (Szerbül: Иван Обрадовић; Obrenovac, 1988. július 25. –) szerb válogatott labdarúgó.
A szerb válogatott tagjaként részt vett a 2010-es világbajnokságon.

## Válogatott statisztika
| Szerb válogatott | Szerb válogatott | Szerb válogatott |
| Év               | Mérk.            | Gólok            |
| ---------------- | ---------------- | ---------------- |
| 2008             | 4                | 1                |
| 2009             | 6                | 0                |
| 2010             | 5                | 0                |
| 2011             | 3                | 0                |
| 2012             | 2                | 0                |
| 2013             | 0                | 0                |
| 2014             | 0                | 0                |
| 2015             | 2                | 0                |
| Összesen         | 22               | 1                |

## Sikerei, díjai
FK Partizan
- Szerb bajnok (2): 2007–08, 2008–09
- Szerb kupa (2): 2007–08, 2008–09